# Pachybrachis nigropunctatus
Pachybrachis nigropunctatus là một loài bọ cánh cứng trong họ Chrysomelidae. Loài này được Suffrian miêu tả khoa học năm 1854.